# Henri Anglade
Pour les articles homonymes, voir Anglade.
Henri Anglade, parfois orthographié Henry Anglade, est un coureur cycliste français né le 6 juillet 1933 à Thionville et mort le 10 novembre 2022 à Lyon.

## Carrière
Henri Anglade devient professionnel en 1957. 
Il se révèle deux ans plus tard, en 1959, en remportant successivement le critérium du Dauphiné libéré, course par étapes en montagne d'une semaine, puis le championnat de France sur route. Sa victoire dans le Dauphiné lui inspire ses mots en 2009 : « […] la seconde [étape] nous menait a Montélimar. Ce jour-la, les nuages avancaient vite, très vite […]. J'ai donc demandé au mécano de monter le plus gros braquet et le but était d'arriver le plus vite possible dans la vallée du Rhone pour profiter du vent dans le dos. Au final, […] je prends la tete avec six minutes d'avance. » . Il termine deuxième lors du Tour de Suisse et du Tour de France 1959, derrière l'Espagnol Federico Bahamontes, devançant les Français Jacques Anquetil et Roger Rivière. Membre de l'équipe régionale du « Centre-Midi », bien placé après sa victoire d'étape à Aurillac, Anglade doit subir la rivalité de l'équipe de France, dont les chefs de file sont Anquetil et Roger Rivière, qui ne collaborent pas dans les étapes alpestres, pour l'aider à devancer Bahamontes.
Il compense des capacités athlétiques moyennes par une grande intelligence de la course. Il est surnommé « Napoléon » par ses pairs pour ses capacités de tactien et son caractère. Élégant, s'exprimant avec une grande facilité, il est aussi très apprécié des journalistes pour ses commentaires sur les courses auxquelles il participe. Se comparant à Bahamontes, il dit par exemple : « Bahamontes est devant moi, c'est l'Aigle de Tolède. Un aigle, ça a deux ailes, moi je n'en ai pas. »
Sélectionné en équipe de France dans le Tour de France 1960, il porte le maillot jaune en début d'épreuve durant deux jours, il doit faire par la suite le jeu de son coéquipier Roger Rivière qui abandonne à la suite de la chute dramatique mettant fin à sa carrière. Lors de l'avant-dernière étape Besançon—Troyes, Henry Anglade est mandaté par le directeur de la course pour organiser l'arrêt des coureurs à Colombey-les-Deux-Églises, afin de saluer le général de Gaulle, alors président de la République, qui se tenait sur le parcours.
En 1961, sélectionné dans le Tour de France en équipe nationale, il participe à la victoire de Jacques Anquetil. Henri Anglade est aussi le héros malheureux du Tour d'Italie 1962 qu'il doit abandonner, vaincu par le froid et la maladie.
Toujours placé dans le Tour de France, Anglade connut une embellie à partir de 1963, année de son incorporation dans l'équipe « Pelforth-Sauvage-Lejeune ». Il termine le Tour de France 1964 à une excellente 4e place, derrière le trio majeur Anquetil-Poulidor-Bahamontes, dans une équipe qui accumule les succès (classement par équipes, classement par points, port du maillot jaune pendant neuf jours). 
Il termine aussi le Tour de France 1965 à la 4e place, derrière Gimondi, Poulidor et Motta. Sur sa forme du Tour de France, Anglade remporte le championnat de France, couru sur le circuit breton de Pont-Réan, devançant Poulidor et Anquetil. 
Des ennuis de santé contrarient sa saison 1966, il termine sa carrière en 1967 comme équipier de Raymond Poulidor. Il a disputé dix Tours de France, les terminant tous, sauf le dernier, celui de 1967.

## Reconversion

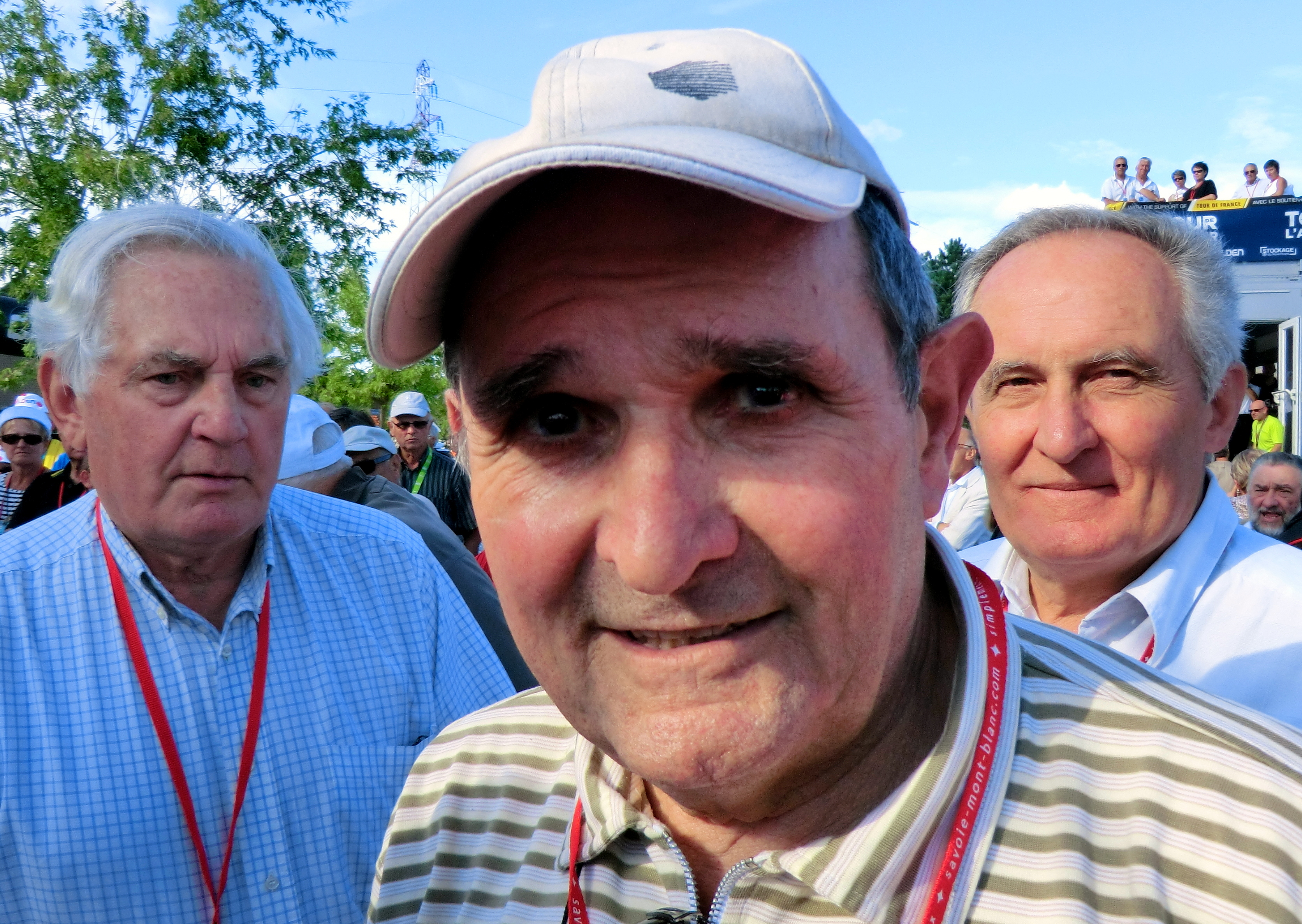
Henri Anglade sur le Tour de l'Avenir 2013. Au second plan : à gauche Christian Raymond ; à droite Jean Dumont.

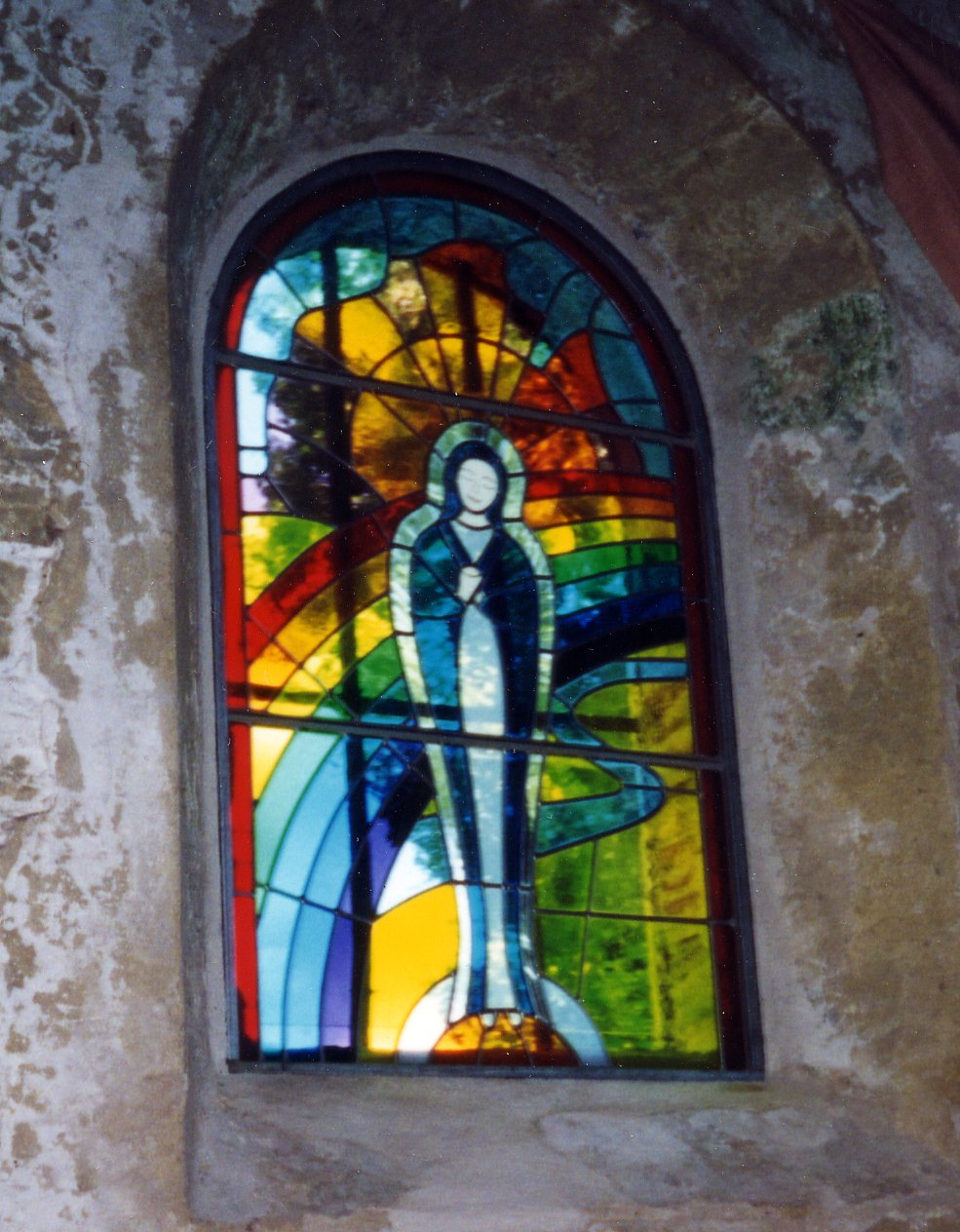
Le vitrail de Notre-Dame des Cyclistes.

Coureur professionnel de 1956 a 1967, ce pratiquant du yoga finit par devenir maitre-verrier (voir plus bas). Reconverti tout d'abord dans le commerce de machines à écrire, Henri Anglade reprend du service, à partir de 1976, comme directeur sportif de l'équipe Lejeune, où il dirige notamment Roy Schuiten, Ferdinand Bracke et Lucien Van Impe.
À signaler également qu'à l'initiative d'Henri Anglade, la chapelle Notre-Dame-des-Cyclistes située à Labastide d'Armagnac dans les Landes a été ornée d'un vitrail moderne. C'est lui qui en a conçu le dessin original représentant Notre-Dame-des-Cyclistes et qui a réalisé le vitrail.
Depuis plusieurs années, le vélo club de Brignais (banlieue lyonnaise) organise une épreuve cyclotouriste et pour VTT à son nom.

## Palmarès
Voici la liste des victoires et des places d'honneur obtenues par Henri Anglade :
| - 1952 - 2e de Lyon-Saint-Étienne-Lyon - 1955 - Vincennes-Forges - 1957 - Annemasse-Bellegarde-Annemasse - 4e étape du Tour de Champagne - 3e du Tour du Vaucluse - 3e du Tour de Champagne - 1958 - 1re étape des Trois Jours de la Loire - 1959 - Champion de France sur route - Super Prestige Pernod - Prestige Pernod - Challenge Sedis - Classement général du Critérium du Dauphiné libéré - 13e étape du Tour de France - Circuit Drôme-Ardèche - 2e du Tour de Suisse - 2e du Tour de France - 4e de Paris-Nice-Rome - 7e du Grand Prix des Nations - 1960 - 2e du Manx Trophy - 3e du Grand Prix d'Alger (avec Pierre Scribante) - 3e de Gênes-Nice - 4e de Paris-Nice - 8e du Tour de France - 1961 - Berne-Genève : - Classement général - 1re et 2e étapes - 1re étape du Tour de l'Aude - Nantes-Les Sables-d'Olonne - 2e du Tour de l'Aude | - 1962 - Poly bretonne - 2e étape du Tour de Romandie - 2e de la Mi-août bretonne - 4e du Grand Prix Stan Ockers - 8e de Paris-Nice - 8e du championnat du monde sur route - 10e du Tour de Romandie - 1963 - 2e étape du Critérium national - Tour du Var - 2eb étape du Tour de France (contre-la-montre par équipes) - 3e du Tour du Sud-Est - 4e de Paris-Nice - 1964 - 4e du Tour de France - 1965 - Champion de France sur route - Grand Prix du Parisien (contre-la-montre par équipes) - 4e du Circuit du Provençal - 4e du Tour de France - 1966 - Tour de l'Hérault |  |

## Résultats sur les grands tours

### Tour de France
10 participations :
- 1957 : 28e
- 1958 : 17e
- 1959 : 2e, vainqueur de la 13e étape
- 1960 : 8e,  maillot jaune pendant 2 jours
- 1961 : 18e
- 1962 : 12e
- 1963 : 11e, vainqueur de la 2eb étape (contre-la-montre par équipes)
- 1964 : 4e, vainqueur du prix de la combativité
- 1965 : 4e
- 1967 : abandon (6e étape)

### Tour d'Italie
1 participation :
- 1962 : abandon (17e étape)

## Distinctions
- Lauréat du Super Prestige Pernod et du Prestige Pernod : 1959
- Lauréat du Challenge Sedis (Yellow) : 1959